# Grassauer Almen
Die Grassauer Almen bilden ein größtenteils zusammenhängendes Almgebiet in den Chiemgauer Alpen auf dem Gebiet der oberbayerischen Gemeinde Grassau.

## Beschreibung
In der oberbayerischen Gemeinde Grassau, die an den nördlichen Ausläufern der Chiemgauer Alpen und nur wenige Kilometer vom Chiemsee entfernt liegt, gibt es heute noch 15 Almen, die mit einer Ausnahme bis heute landwirtschaftlich genutzt werden und mit Vieh bestoßen sind. Die Bauern und Senner leisten damit einen nicht unerheblichen Beitrag zur Landschaftspflege und zum Erhalt des Naturraums Geigelstein-Kampenwand. Fünf der Almen sind bewirtet und bieten – in der Regel von Mai bis Oktober – Brotzeiten, kleine Speisen, Getränke sowie Kaffee und Kuchen für Wanderer an. Die ältesten Gebäude sind die Kaser der Rachlalm und der Wimmeralm, die beide 1810 errichtet wurden. Die gesamte Weidefläche beträgt 434 Hektar, die sowohl mit Jung- als auch mit Milchvieh bestoßen ist. Ochsen und Stiere sind auf den Almen selten, auf der Piesenhausener Hochalm werden zudem mehrere Hausschweine gehalten, die vor Ort u. a. zu Speck verarbeitet werden. Reine Rossalmen gibt es unter den Grassauer Almen nicht, jedoch weiden auf mehreren Almen – z. B. auf der Hefteralm – auch Pferde.
Die Grassauer Almen sind als Wandergebiet nicht nur ein wichtiges Naherholungsgebiet für Grassau und die umliegenden Gemeinden, sie sind auch ein wichtiger Wirtschaftsfaktor für die Tourismusregion Chiemsee-Chiemgau.

## Lage
Die Grassauer Almen liegen ausschließlich auf dem Gebiet der Gemeinde Grassau. Einige Almen befinden sich auch im Gebiet des Ortsteils Rottau, der bis 1972 eine eigenständige Gemeinde war und im Zuge der Gebietsreform in Bayern nach Grassau eingemeindet wurde. Deshalb spricht man heute auch von den Grassauer und Rottauer Almen.
Die Almen befinden sich in den nördlichen Ausläufern der Chiemgauer Alpen auf einer Höhe von 870 m ü. NN bis 1360 m ü. NN. Sie liegen im Naturraum Geigelstein-Kampenwand. Höhere Berge im Almgebiet sind u. a. der Groß- und Kleinstaffn, der Friedenrath, der Haberspitz und die Hochplatte.
Das Almgebiet grenzt im Osten an das Gebiet der Gemeinde Marquartstein, im Süden an Schleching und im Westen an Aschau im Chiemgau und Bernau am Chiemsee.

## Zugänge
Den einfachsten Zugang zu den Grassauer Almen stellt die Hochplattenbahn dar. Der Doppelsessellift fährt ganzjährig von Marquartstein direkt ins Almgebiet in der Nähe der Staffnalm und überwindet in etwa 15 Minuten einen Höhenunterschied von 430 Metern.
Ebenfalls von Marquartstein aus führt eine für den öffentlichen Verkehr gesperrte Forststraße ins Almgebiet. Diese kann und darf jedoch von Mountainbikefahrern benutzt werden. Zudem sind alle bewirteten Almen mit gut ausgebauten Forststraßen verbunden.
Weitere Zugänge führen vom Strehtrumpf in Grassau und von Rottau aus ins Almgebiet.

## Tourismus
Die fünf bewirteten Almen sind der Hauptanziehungspunkt für Wanderer und Touristen. Zudem sind die Almen Zwischenstation für Wanderungen auf die Kampenwand, die Hochplatte oder die Berge im Almgebiet. Die Grassauer Almen sind auch Teil mehrerer Rundwanderwege, wie der „Rundtour über die Grassauer Almen“ oder die „Salzalpentour – Über die Grassauer Almen“, die Teil des Salzalpensteigs ist. In der Nähe der Bergstation der Hochplattenbahn befindet sich ein Startplatz für Gleitschirme.

## Denkmalschutz
Viele der Almhütten im Alpenraum stehen unter Denkmalschutz. Von den Gebäuden auf den Grassauer Almen ist aber aktuell keines in der Bayerischen Denkmalliste verzeichnet. Weder die ältesten Kaser der Rachlalm und der Wimmeralm, die beide aus dem Jahr 1810 stammen, noch der Kaser auf der Pelzen-Alm, der 1832 errichtet wurde und bis heute keine nennenswerten Modernisierungen erhielt.

## Liste der Almen
Die nachfolgende Tabelle gibt eine Übersicht über die einzelnen Almen im Gebiet der Grassauer Almen sowie einige dazugehörige Informationen. Im Einzelnen sind dies:
- Name/Geoposition: Name und Position der Alm, über den Link „Standort“ kann die Alm auf verschiedenen Kartendiensten angezeigt werden.
- Größe: Größe des Almgebiets in Hektar.
- Höhe: Bezugshöhe des Almgebiets. Angegeben wird ein Wert, der sich an einschlägigen Datenbanken orientiert. Zwei- bis dreistellige Höhenunterschiede innerhalb eines Almgebietes sind in den Alpen üblich.
- Gebäude: Auf der Alm vorhandene Gebäude wie Kaser, Almhütten, Ställe etc.
- Baujahr: Baujahr des Gebäudes, bei mehreren Gebäuden Baujahr des ältesten Gebäudes.
- Bestoßen: Gibt an, ob die Alm landwirtschaftlich genutzt wird, also mit Vieh bestoßen wird.
- Bewirtung: Gibt an, ob Wanderer auf der Alm auch bewirtet werden.
- Anmerkungen: Weitere Informationen zur Alm oder zu den Gebäuden.
- Bild: Bild der Almfläche oder Gebäude der Alm

| Name/Geoposition                  | Größe | Höhe | Gebäude                                           | Baujahr | Bestoßen | Bewirtung | Anmerkungen                                                                     | Bild           |
| --------------------------------- | ----- | ---- | ------------------------------------------------- | ------- | -------- | --------- | ------------------------------------------------------------------------------- | -------------- |
| Bauernschmiedalm (Standort)       | 10    | 870  | ein Kaser                                         | 1856    | ja       | nein      | 2012 umfassende Renovierung des Gebäudes                                        |                |
| Erlbergalm (Standort)             | 22    | 992  | zwei Kaser                                        |         | ja       | nein      | Gemeinschaftsalm                                                                |                |
| Fahrnpointalm (Standort)          | 3     | 1078 | ein Kaser                                         | 1996    | ja       | nein      | der alte Kaser wurde 1840 errichtet und 1996 durch den aktuellen Neubau ersetzt |                |
| Fetznalm (Standort)               | 8     | 840  | ein Kaser sog. Wies-Stadl eine Forsthütte         | 1919    | ja       | nein      | die Fetznalm heißt auch Vordere Rottauer Alm                                    |                |
| Hefteralm (Standort)              | 41    | 930  | ein Kaser ein Stadel ein Backhaus zwei Rosshütten | 1831    | ja       | ja        | Genossenschaftsalm, ungewöhnlich großes Gebäude im Talhausstil                  |                |
| Hintere Rottauer Alm (Standort)   | 5     | 980  | ein Kaser                                         | 1919    | ja       | nein      | Staatsalm, der Kaser wurde 1955 um die Hälfte gekürzt und umfangreich umgebaut  |                |
| Hufnagelalm (Standort)            | 13    | 920  | ein Kaser ein angeschlossener Stall ein Stadl     | 1840    | ja       | nein      |                                                                                 |                |
| Maieralm (Standort)               | 17    | 1100 | ein Kaser                                         | 1930    | ja       | nein      | Neubau des Kasers nachdem die alte Hütte 1929 durch Unvorsichtigkeit abbrannte  |                |
| Moieralm (Standort)               | 15    | 1000 | Frauenkaser ein weiterer Kaser                    |         | ja       | ja        |                                                                                 |                |
| Naderbauernalm (Standort)         | 5     | 1060 | Naderkaser                                        | 1900    | ja       | nein      | 1925 Ausbau des Gebäudes                                                        |                |
| Pelzen-Alm (Standort)             | 10    | 871  | Pelzenkaser                                       | 1832    | ja       | nein      |                                                                                 | weitere Bilder |
| Piesenhausener Hochalm (Standort) | 251   | 1360 | ein Kaser Grassauer Hütte                         | 1993    | ja       | ja        | einzige Hochalm der Grassauer Almen                                             |                |
| Rachlalm (Standort)               | 17    | 920  | ein Kaser eine Unterstandshütte für Pferde        | 1810    | ja       | ja        |                                                                                 |                |
| Staffnalm (Standort)              |       | 1050 | eine Gaststätte                                   | 1975    | nein     | ja        | in unmittelbarer Nähe der Bergstation der Hochplattenbahn                       |                |
| Wimmeralm (Standort)              | 16    | 1013 | Wimmer-Kaser                                      | 1810    | ja       | nein      |                                                                                 |                |